# Tribu d'Ermineskin
La tribu d'Ermineskin est une bande indienne de la Première Nation des Cris de l'Alberta au Canada. Elle possède deux réserves et a une population inscrite totale de 4 590 membres. Elle est signataire du Traité 6.

## Démographie
Les membres de la tribu d'Ermineskin sont des Cris. En août 2016, la bande avait une population totale inscrite de 4 590 membres dont 23,1 % vivaient hors réserve. Selon le recensement de 2011, sur une population totale de 2 300 personnes, 99,8 % connaissent l'anglais, 28,9 % connaissent une langue autochtone et personne ne connait le français. 30 % de la population ont une langue autochtone encore comprise en tant que langue maternelle et 15,4 % parlent une langue autochtone à la maison.

## Géographie
La tribu d'Ermineskin possède deux réserves, toutes deux situées en Alberta, dont la plus grande et la plus populeuse est Ermineskin 138 (en),. La réserve de Pigeon Lake 138A est partagée avec trois autres bandes indiennes. Le centre de services situé le plus près de la Première Nation est Wetaskiwin et la ville importante la plus proche est Edmonton.
| Nom officiel     | Superficie (ha) | Emplacement                     |
| ---------------- | --------------- | ------------------------------- |
| Ermineskin 138   | 10 295,8        | à 13 km au sud de Wetaskiwin    |
| Pigeon Lake 138A | 1 921,1         | à 39 km à l'ouest de Wetaskiwin |

## Gouvernement
La tribu d'Ermineskin est gouvernée par un conseil de bande élu selon un système électoral selon la coutume basé sur la section 10 de la Loi sur les Indiens. Pour le mandat de 2014 à 2017, ce conseil est composé du chef Randy Ermineskin et de huit conseillers.